# Ziti al horno
Ziti al horno es una cazuela popular con pasta ziti y una salsa de tomate estilo napolitana característica de la gastronomía italoestadounidense. Es una forma de pasta al forno.
Por lo general, la pasta se hierve primero por separado hasta que esté casi lista, pero no completamente. La pasta casi cocida se agrega a una salsa a base de tomate. Luego, la pasta recubierta de tomate se combina con queso, típicamente una mezcla de ricota, mozzarella y parmesano. Se pueden agregar otros ingredientes con el queso, como carne picada, salchichas, champiñones, pimientos y cebollas. Los ingredientes combinados se colocan en una fuente para hornear, se cubren con queso mozzarella, se hornean en el horno y se sirven calientes.